# Bipyridine
Unter Bipyridinen fasst man eine Gruppe organischer Verbindungen zusammen. Als gemeinsames strukturgebendes Element besitzen sie zwei Pyridinringe, die direkt miteinander verknüpft sind. Da es an jedem Pyridinmolekül drei verschiedene Verknüpfungspositionen gibt, existieren zur Bildung des Grundgerüsts sechs mögliche Isomere. Die Isomere 2,2′-, 3,3′- und 4,4′-Bipyridin sind formal symmetrisch aufgebaut, 2,3′-, 2,4′- und 3,4′-Bipyridin asymmetrisch. 2,2′- und das 4,4′-Bipyridin haben Bedeutung als Liganden in der Komplexchemie erlangt.